# Shira Willner

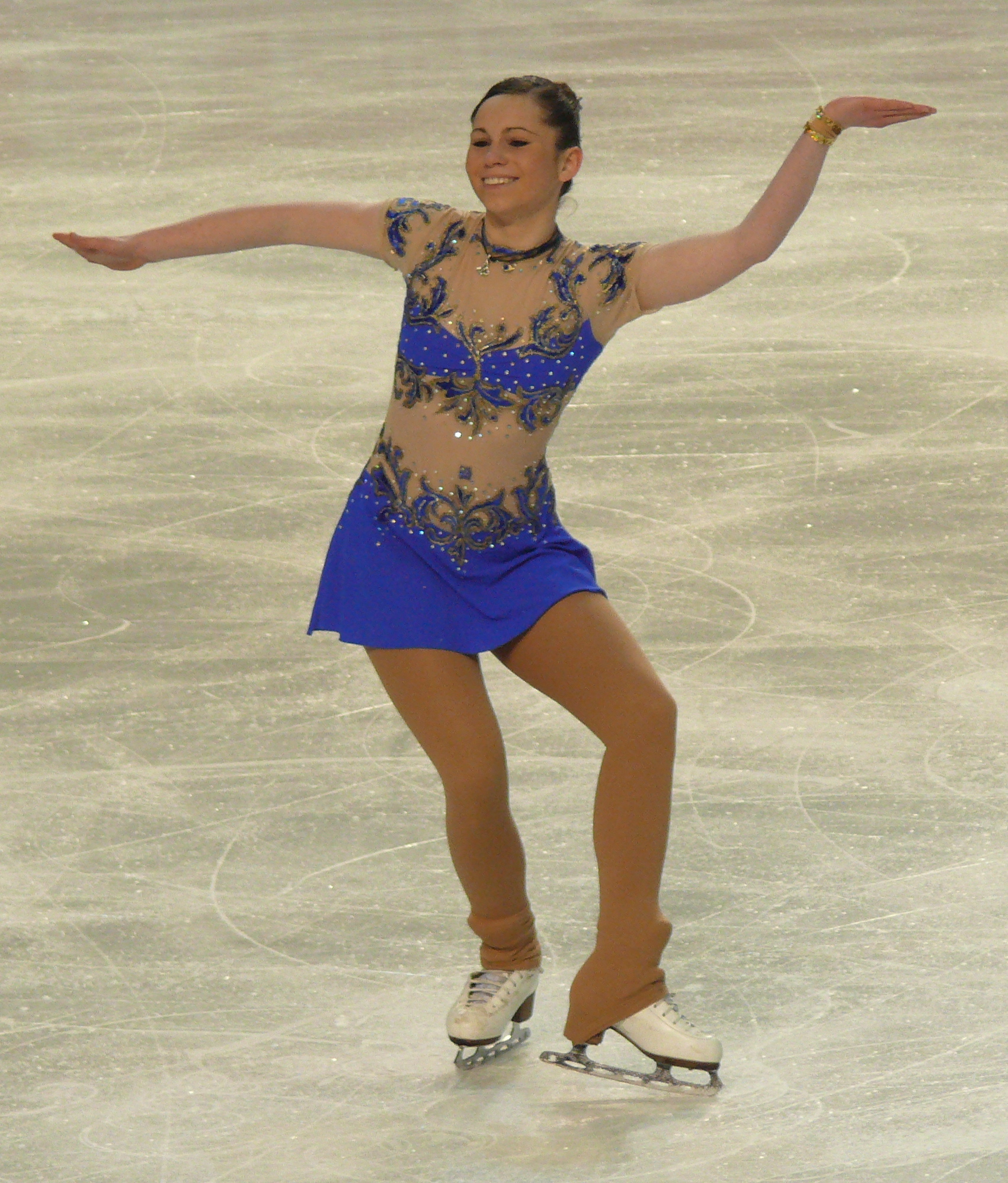
Shira Willner bei ihrem Kurzprogramm zur Europameisterschaft 2010

Shira Willner (* 22. Januar 1993 in Offenbach am Main) ist eine ehemalige deutsche Eiskunstläuferin und Vizemeisterin des Jahres 2010.
Shira Willner begann im Alter von sieben Jahren mit dem Eislaufen. Sie trainierte zunächst unter Peter Sczypa in Mannheim. Zur Saison 2009/2010 wechselte die Läuferin nach Berlin zu Trainerin Romy Österreich und dem Choreografen Hendryk Schamberger. Sie startete zunächst weiterhin für den Mannheimer ERC, ab Januar 2010 läuft sie für den SC Berlin. Mit der deutschen Vizemeisterschaft 2010 hinter ihrer damaligen Vereinskameradin Sarah Hecken qualifizierte sie sich für die Europameisterschaft in Tallinn. Seit Juli 2010 trainierte sie bei Manuela Machon Schiffner und Stefan Lindemann.
| Wettbewerb/Wintersaison  | 2008/09 | 2009/10 |
| ------------------------ | ------- | ------- |
| Europameisterschaften    | –       | 24      |
| Deutsche Meisterschaften | 6 J     | 2       |
| NRW Trophy               | –       | 7       |
| JGP Ungarn               | –       | 7       |
| JGP Kroatien             | –       | 7       |

J = Junioren, JGP = Junior Grand Prix